# 洛克里
洛克里（義大利語：Locri），是意大利雷焦卡拉布里亚省的一个市镇。总面积25平方公里，人口12845人，人口密度513.8人/平方公里（2009年）。ISTAT代码为080043。